# Brahihiton
Brahihiton (lat. Brachychiton), biljni rod iz nekadašnje porodice lajničevki, danas potporodica sljezovki. Sastoji se od 40 vrsta listopadnog i vazdazelenog drveća iz Australije i Nove Gvineje, odakle su neke vrste uvezene istočnoegejske otoke, Španjolsku, Siciliju, Norfolk i Trinidad i Tobago.
Narastu do visine od 18 metara (60 stopa). U drugim toplim krajevima uzgajaju se kao ukrasne biljke. Naziv “stablo boce”,  se odnosi na neobičan oblik debla.
Pripadnici aboridžinskih plemena Darug i Eora iz australske države Novi Južni Wales, od kore ovih stabala izrađivali su ribarske povraze koje su nazivali garrajuŋ, pa je otuda rod vernakularno nazvan kurrajong, a nazivaju ga i bottletree.

## Vrste
1. Brachychiton acerifolius (A.Cunn. ex G.Don) F.Muell.
2. Brachychiton acuminatus Guymer
3. Brachychiton albidus Guymer
4. Brachychiton australis (Schott & Endl.) A.Terracc.
5. Brachychiton bidwillii Hook.
6. Brachychiton carruthersii F.Muell.
7. Brachychiton chillagoensis Guymer
8. Brachychiton chrysocarpus Cowie & Guymer
9. Brachychiton collinus Guymer
10. Brachychiton compactus Guymer
11. Brachychiton discolor F.Muell.
12. Brachychiton diversifolius R.Br.
13. Brachychiton fitzgeraldianus Guymer
14. Brachychiton garrawayae (Bailey) Guymer
15. Brachychiton grandiflorus Guymer
16. Brachychiton gregorii F.Muell.
17. Brachychiton guymeri J.A.Bever., Fensham & P.I.Forst.
18. Brachychiton incanum R.Br.
19. Brachychiton megaphyllus Guymer
20. Brachychiton muellerianus Guymer
21. Brachychiton multicaulis Guymer
22. Brachychiton obtusilobus Guymer
23. Brachychiton paradoxus Schott & Endl.
24. Brachychiton populneus (Schott & Endl.) R.Br.
25. Brachychiton rupestris (Lindl.) Schum.
26. Brachychiton spectabilis Guymer
27. Brachychiton tridentatus Guymer
28. Brachychiton tuberculatus (W.Fitzg.) Guymer
29. Brachychiton velutinosus Kosterm.
30. Brachychiton viridiflorus (W.Fitzg.) Guymer
31. Brachychiton viscidulus (W.Fitzg.) Guymer
32. Brachychiton vitifolius (Bailey) Guymer
33. Brachychiton xanthophyllus Guymer
34. Brachychiton ×allochrous Guymer
35. Brachychiton ×carneus Guymer
36. Brachychiton ×excellens Guymer
37. Brachychiton ×hirtellus Guymer
38. Brachychiton ×incarnatus Guymer
39. Brachychiton ×roseus Guymer
40. Brachychiton ×turgidulus Guymer
41. Brachychiton ×vinicolor Guymer